# Torill Kove
Torill Kove (Hamar, 25 de abril de 1958) é uma ilustradora,diretora cinematográfica e produtora norueguesa. Conhecida pelo curta de animação vencedor do Oscar, The Danish Poet

## Prêmios

### Oscar
| Ano  | Filme                                  | Categoria                                  | Resultado |
| ---- | -------------------------------------- | ------------------------------------------ | --------- |
| 1999 | My Grandmother Ironed the King's Shirt | Oscar de Melhor Curta-Metragem de Animação | Indicado  |
| 2007 | The Danish Poet                        | Oscar de Melhor Curta-Metragem de Animação | Venceu    |